# Zhang Xiaoyu
Zhang Xiaoyu (chiń. 张晓宇; ur. 28 lipca 1991) – chińska siatkarka grająca jako przyjmująca. Obecnie występuje w drużynie Tianjin Bridgestone.